# Trentepohlia subpennata
Trentepohlia subpennata là một loài ruồi trong họ Limoniidae. Chúng phân bố ở miền Australasia.